# Great Mail Robbery

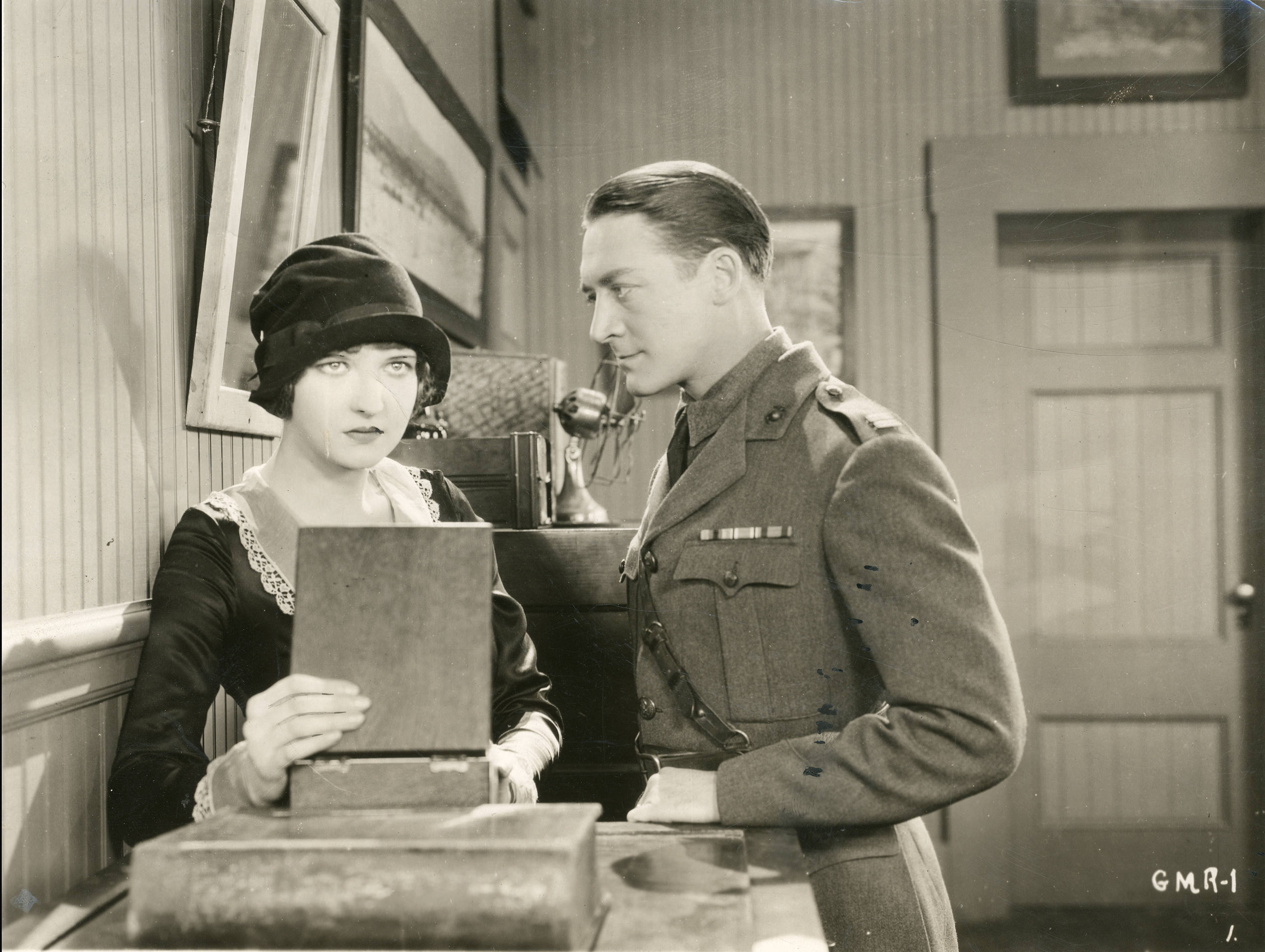
Jean Fenwick et Theodore von Eltz dans une scène du film.

Great Mail Robbery est un film américain réalisé par George B. Seitz et sorti en 1927.

## Fiche technique
- Réalisation : George B. Seitz
- Scénario : Peter Milne (en)
- Photographie : Joseph Walker
- Production : Film Booking Offices of America
- Distributeur : Robertson-Cole Pictures Corporation
- Durée : 70 minutes
- Date de sortie : 
  - États-Unis : 19 juillet 1927

## Distribution
- Theodore von Eltz : Lieutenant Donald Macready
- Frank Nelson : Sergent Bill Smith
- Jean Fenwick (en) : Laura Phelps (créditée Jeanne Morgan)
- Lee Shumway : Philip Howard
- DeWitt Jennings : Captain Davis
- Cora Williams : Mrs. Davis
- Nelson McDowell : Sheriff
- Charles Hill Mailes : Stephen Phelps
- Yvonne Howell : Sally

## Statut du film
Le film est partiellement conservé à la Bibliothèque du Congrès.